# Peso da Régua
Peso da Régua (muchas veces llamado simplemente como Régua)[cita requerida] es una ciudad portuguesa situada en el distrito de Vila Real, en la región de Trás-os-Montes (Norte) y la comunidad intermunicipal Duero, con cerca de 10 000 habitantes.
Es sede de un pequeño municipio con 96,12 km² de área y 14 541 habitantes (2021), subdividido en ocho freguesias. El municipio limita al norte con los municipios de Santa Marta de Penaguião y Vila Real, al este con Sabrosa, al sur con Armamar y Lamego, al sudoeste con Mesão Frio y al oeste con Baião. 

## Historia
El municipio inició sus actividades administrativas en 1836 por desmembramiento de Santa Marta de Penaguião. Es también conocida como la capital del vinho (vino) y de las viñas. Es el centro de la región demarcada del Douro.

## Demografía
| Gráfica de evolución demográfica de Peso da Régua entre 1864 y 2021 |
|                                                                     |
| Datos según el nomenclátor publicado por el INE portugués.          |

## Freguesias
Las freguesias de Peso da Régua son las siguientes:
- Fontelas
- Galafura e Covelinhas
- Loureiro
- Moura Morta e Vinhós
- Peso da Régua e Godim
- Poiares e Canelas
- Sedielos
- Vilarinho dos Freires